# ダンモアの戦争
ダンモアの戦争 (Dunmore's War) は、1773年から1774年にかけて行われた、アメリカのバージニア植民地のイギリス人入植者による、ショーニー族およびミンゴ族インディアンに対するインディアン戦争である。

## 概要
オハイオ地方に侵入してきたイギリス人は当地に領有権また狩猟権を持つインディアンから領土を奪い、植民を進めようとした。インディアンたちは白人の侵略に対して武力で応戦した。バージニアのイギリス総督・ダンモア伯ジョン・マーレイは、植民地議会に対して、敵対するインディアンへの宣戦布告と、戦争実行の為の選りすぐった志願民兵隊を組織するよう求めた。
紛争の発端はイギリス植民地人の領土侵略による、インディアンとの暴力紛争が拡大したことである。イギリス植民地人は1768年に結んだスタンウィックス砦条約に従って、オハイオ川の南、今日のウエストバージニア州やケンタッキー州を探検し入植する者もいた。インディアンはその地域での狩猟権を持っていた。インディアンの狩猟隊や戦士団による白人入植者への襲撃が続き、白人たちは敵対的なインディアン部族を制圧するために宣戦を布告した。
この戦争は1774年10月10日、ポイント・プレザントの戦いでバージニア軍が勝利した後間もなく終わった。このバージニアの勝利の結果、インディアンは狩猟の権利を失い、オハイオ川をインディアンとイギリス植民地の境界とすることを認めさせられた。
この条約は、白人の要求に従ってインディアンの酋長達が署名するというものであるが、そもそもインディアンの酋長は調停役であって、部族の代表権はなく、指導者でもない。彼らが「署名」（×印を書くだけである）
したからといって、部族民全体がこれに従わなければならない理由は、合議制であるインディアンの社会にはない。インディアンはすべてを共有することを基本文化としていて、土地や狩猟の「権利」を他者に奪われるという白人の理屈は理解できなかった。
「酋長（チーフ）」を「部族長」だと勘違いしている白人たちは、「酋長が盟約したから、全部族民がこれに従うだろう」と期待した。しかし前述したようにインディアンの社会は合議制であり、白人の頭ごなしの扱いに、部族員が納得するはずがなかった。当然、インディアン部族で内輪揉めが起こり、条約によってインディアンの権利が奪われたとする交戦派と、これ以上戦争を続ければ結局は力のあるイギリス植民地に皆殺しにされ、さらに領土を奪われてしまうと感じ取った厭戦派との間で紛争となった。イギリスの植民地人とイギリスの政府との間に戦争（アメリカ独立戦争）が起きた時、インディアンの交戦派も喚起され、他の部族にもイギリス入植白人を襲うよう呼びかけたのである。

## 背景
オハイオ川の南の地域は、長い間イロコイ連邦が領土として主張していた。イロコイ連邦は北部植民地では最大勢力の部族だったが、ショーニーやデラウェア、ミンゴなど他の部族もこの地域に領有権を主張し、また狩猟もおこなっていた。このオハイオをめぐる英仏の争いが両者の戦争である七年戦争（フレンチインディアン戦争）の原因の一つであった。この戦争は1763年のパリ条約によって終わり、フランスは全北アメリカの領有権を放棄することになった。1763年にイギリス軍とカナダの諸部族との間で条約をめぐって戦争が起こった（ポンティアック戦争）ことも懸念の一つとなり、同年、イギリス政府は、先住民をなだめ、かつ入植者との対立を防ぐためにアパラチア山脈の西部をインディアン領とする国王宣言を出した。しかしながら、七年戦争の勝利によって同地域への入植が進むことを期待した植民地人にとってこの宣言は不満のもとであった。そのため1768年、イギリス側の役人はアパラチア山脈西部への領有権を主張するイロコイ連邦と交渉を行ってスタンウィックス砦条約を締結し、オハイオ川南部地域を割譲させたのである。しかしながら、オハイオにいたインディアン部族は条約への署名を拒否し、その狩猟権を守ろうとした。この抵抗に対して、イロコイ族の宿敵だったショーニーは、反イギリス、反イロコイの大同盟であるショーニー＝オハイオ同盟を組織し、イロコイ族を追いだそうとした。しかし、イギリスとイロコイ連邦は外交的にショーニー族を孤立させようと働きかけ、1774年にダンモアの戦争が起こったとき、ショーニー族はあまり同盟部族もいないままに、バージニア民兵隊と向き合うことになった。
1768年の条約締結の後は、イギリスの探検家や入植者がその地域に入り始めていた。1773年9月、ダニエル・ブーンという著名な猟師が50名ほどの入植者集団を連れて、インディアンの領土を侵犯し、現在のケンタッキーに初めてイギリスの入植地を造ろうとした。
10月9日、ブーンの長男ジェイムズと少数の男や少年が主部隊から離れて物資の調達に動いていたところ、デラウェア族、ショーニー族およびチェロキー族の1隊に襲われた。歴史家のジョン・マック・ファラガーの言葉を借りれば、インディアン達は「入植者達に反対するメッセージを送る」ことを決めた。ジェイムズ・ブーンと他の少年達が捕まえられ、陰惨な拷問を受けて死んだ。この殺人の残酷さが入植者達への衝撃となり、ブーン達一行はその遠征を中止した。この虐殺はダンモアの戦争の最初の出来事だった。その後数年間、条約に反対するインディアン達は入植者を繰り返し襲い、遺体を損傷したり、生き残った者を拷問して死に至らしめたり、また女や子供を捕まえて奴隷にした。

## クレサップ
入植者の中にいたマイケル・クレサップ大尉は、モノンガヘラ川のレッドストーン・オールド砦（現在のペンシルベニア州ブラウンズビル）にあった交易拠点の所有者であった。クレサップはバージニア植民地政府の承認を得て、ミドルアイランド・クリークの河口とその下流に（現在のウエストバージニア州シスターズビル）広大な土地を手に入れ、1774年早春、1隊を引き連れてそこの入植に向かった。もちろんこれは地主であるインディアンの承諾を得たものではない。
エベニーザー・ゼーンという案内人で後に「インディアン・ファイター」と呼ばれた男が、クレサップと同時期に同じ道筋で小さな集団と共に、サンディ・クリーク河口近くに所有した土地に向かった。さらにもう1隊、独立戦争で将軍にもなったジョージ・ロジャース・クラークを含む大きな集団が、リトル・カノーハ川の河口（現在のウエストバージニア州パーカースバーグ）に集合し、ケンタッキーの入植地に向かって川を下る前に、遅れてやってくるバージニアの者達の到着を待っていた。
リトル・カノーハで待つこと数日の間に、クラーク達のもとに敵対的なインディアンの集団が交易業者、測量師らオハイオに入り込んだ白人から略奪や、殺人を繰り返しており、ショーニー族を中心とするオハイオのインディアン同盟が白人と戦争をするつもりらしいという知らせが届いた。これを聞いた一行は、ケンタッキーの目的地の行きすがらにあるシオト川の河口近く、「ホースヘッド・ボトム」と呼ばれるオハイオ・インディアンの集落を襲おうと決めた。
しかし、事に当たっての問題は、一行のほとんどが戦争の経験が無かったので、誰が攻撃の指揮を執るかということだった。ちょっとした議論の後でクレサップに頼もうということになった。クレサップは一行から24kmほど上流におり、彼らの後を追ってケンタッキーに入ろうとしていた。また戦闘の経験もあった。クレサップが呼びにやられて直ぐに一行の元にやってきた。また作戦の議論が続いた後で、クレサップは、ショーニー族＝オハイオ同盟が確かに敵対的ではあるが、戦争が避けられないと意思表示したわけではない、と言って攻撃を思い止まらせた。クレサップはさらに、作戦を実行すれば疑いもなく成功するだろうが、確実に戦争に繋がり、その責を取らされることになるとも言った。その代案としてクレサップは、ホィーリングに戻って数週間成り行きに注視し、事態が収まればケンタッキーへの旅を再開するという提案をした。一行は同意した。
一行がホィーリングに着くと、町全体が大騒ぎになっており、インディアンの襲撃から生き残った者達は恐慌を来して、インディアンの野蛮行為に屈服したことと失ったものについて語った。女子供の生命を危ぶんだ周辺の白人入植者が町の防衛のために集まり、クレサップの周りには戦おうという意志のあるもので脹れ上がった。この集団が到着したという知らせがピット砦に届けられ、砦の指揮官ジョン・コノリー大尉は、周辺のインディアン部族にその意図をはっきりするよう伝言を送ったので、ホィーリングに数日留まっているよう伝えてきた。これに対する返事としてコノリーが言う通りにするという伝言が発せられたが、それがピット砦に届く前に、コノリーからの2度目の伝言が入った。その内容はクレサップに宛てて、ショーニー族＝オハイオ同盟が戦争をするつもりがあるという合図を送ってきたというものだった。
4月26日に協議集会が開かれ、クレサップがコノリーの伝言を聴衆に読み上げると、戦争が宣言された。次の日、インディアンのカヌーが川で見かけられたので、パイプ・クリークを24km下って追い掛けてみると、インディアンに遭遇し戦闘になった。双方に数人の負傷者が出た。さらに次の日、クラークの一行はパイプ・クリークでの攻撃に対して報復が予測されるので、ケンタッキーに進むという当初の計画を中止した。クラーク隊はクレサップ隊と合同でレッドストーン・オールド砦のクレサップの本拠に向かった。
ハンソン大尉の日記より（ハンソンは測量師であり、この日、仕事場に行く途中でポイント・プレザントに滞在していた。ハンソンは仲間と共にカノーハ川をカヌーで下っていた数日前にカノーハ・チェロキー族からオハイオ・インディアンが戦いの道にいたということを聞きこれを確認する知らせを受け取った。情報源は川を行き来する地元の白人だった。）
4月（原文のまま）20日。我々はカノーハ川河口に向かって26マイル進んだ。到着すると様々な身なりの人々26人がいた。土地を耕す人がおれば、測量を行う者もいた。彼らは異口同音にインディアンのことを話した。彼らの中の一人がインディアンの言葉を解したので、フロイド氏と他の測量士が同行を申し出たが、彼は拒み、我々には頭の皮に気をつけるよう告げた。我々は河口から7マイルを切るところに盆地を見つけ、そこが奥行きが20マイル、川岸の南は6マイルの幅があって良い土地だと教えられた。我々が人々に会った北の端は砦に向いているようであり、私の考えではそこは他の盆地の場合とは異なり氾濫はしないと見た。フロイド氏と他の測量士はここで人々に歓待された。

## イエロー・クリークの虐殺

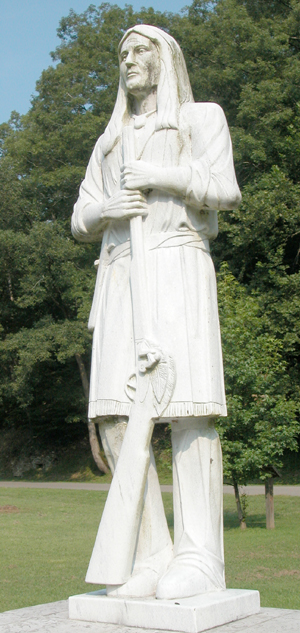
西バージニアにある、ミンゴ族のローガン酋長の彫像

パイプ・クリークの事件が起こった直後に、ミンゴ族のローガン酋長の親戚が殺された。ローガン酋長はこの時点まで、入植者に対して友好的であった。ローガンとその狩猟隊はホィーリングから上流約48kmのイエロー・クリーク（現在のオハイオ州ストイベンビル）でベイカーズボトムからは川向こう、オハイオ川の西堤に野営していた。
4月30日、狩猟隊の何人か（ローガンは入っていなかった）が、慣習となっていたラム酒の配給を求めて、川向こうのベイカーの酒場に行った。彼らには小さな白人の子供が随いていた。ローガン酋長が入植者家族の殺人や誘拐に関わっていたか、あるいはその子供を他のショーニー族＝オハイオ同盟から得ていたか何も明らかではない。それにも関わらず、周りの入植者達に伝言が伝えられた。ミンゴ族の男が酔ってしまった時に、それまで伏せて待っていた入植者がインディアン全員を殺し、子供を救い出した。殺人を犯した白人は、キングス・クリークの河口近くに住んでいた入植者ダニエル・グリースハウスの指導で動いた。この白人による野蛮な行為の知らせがローガン酋長のもとに届いたとき、彼とその仲間はクレサップ大尉が白人の主犯格と見なしていたので、この攻撃もクレサップの仕業と信じ込んだ。しかし、この事件に詳しかった者（クラークを含む）が、グリースハウスとその一党が攻撃の実行者であり、クレサップは全く関わっていないと伝えた。
辺境にある入植者はこの攻撃によって、オハイオの残りのインディアン達がショーニー族＝オハイオ同盟に加わり、辺境全体が戦争に突入するだろうと実感した。辺境に残っていた入植者は直ぐに安全を求め、小要塞に入るか、入植地を棄ててモノンガヘラを越えて東に逃げるか、多くの者がアレゲーニー山脈を越えて逃げ去った。この恐れは十分根拠があった。ローガン酋長らミンゴ族はこれまで、白人とショーニー族＝オハイオ同盟の間の緩衝帯となっていたが、この白人の野蛮な虐殺によって立ち上がり、白人入植者の追い出しに加わり、モノンガヘラから西の入植白人に対して、白人にされたのと同じように、殺人、強姦、略奪および破壊行動を始めた。
1774 - 1774年5月5日、ショーニー族は彼らに送られた弔意と伝言に対し、次の回答書を配って、ダンモア知事と直接話し合うことを求めた。
（原文のまま）兄弟達よ：（コノリー大尉、マッキー氏、クローガン氏）我々はホワイト・アイズから貴方がたの弔意を受け取った。クローガン氏とマッキー氏が言っていることについては、すべて嘘だと見ており、たぶん貴方が言うことも嘘かもしれない。しかし、貴方が我々に話しかけた最初の機会なので、貴方の言うことを聞こう。また我々が貴方の言うことを聞くのは我々が白人から聞いてきたことよりも、真実を語っていることを期待する。オハイオ川を度々上下し、そこに入植地を作っているのは貴方であり、貴方が前にも告げたように貴方の賢明な人々が共に会してこの問題を相談し、貴方が強く問題を考慮してくれることを望む。同胞よ：我々は貴方がこの川の種々の場所に集めた戦士を率いて我々に話しかけるのを理解する。戦士達が砦を造っているのを我々は理解する。貴方が言うことを聞くように求めたので、我々はそうしよう。しかし貴方が我々に話しかける同じやり方でだ。低地帯の集落にいる我々の同胞には酋長がいないがすべて戦士であり、貴方の言うことを聞いた方が良いというなら、そうする用意もできる。

「貴方は、貴方の側の人々が我々にしたことを気に掛けるなと言う。我々は我々の若い男達が今するかもしれないことに注意を払わないことを貴方に望む。貴方の戦士達に言うことを聞いて欲しいと望むときは疑いもなく貴方は戦士達を支配できる。我々は我々が望むときに同じ忠告を得ることを期待する理由がある。すなわち、我々はバージニア知事から話を聞けたらばということである。」

## ダンモアの遠征隊
1774年5月早く、ダンモア知事はオハイオのイエロークリークと他の場所で、インディアンと白人入植者の間での敵対行動が始まったという知らせを受けた。これに対してダンモアは直ぐに議会に民兵隊を組織し、オハイオ川渓谷に遠征隊を送る費用捻出を要求した。この部隊を率いたダンモアはオハイオ川まで進出しそこで部隊を2つに分けた。1つはダンモア自身の指揮でピット砦からオハイオ川を下る、もう1つは、アンドリュー・ルイス大佐の指揮でユニオン宿営地（現在のウエストバージニア州ルイスバーグ）からグレート・カノーハ川の河口でダンモアと落ち合うというものだった。この全体計画の元で、ダンモアはピット砦に行き、さらにオハイオ川を下って9月30日にフィンキャッスル砦（後のバージニア州ヘンリー砦）に着いた。この砦はダンモアの命令でホィーリングに最近建設されたものだった。ルイスの部隊は、1,100名の兵力で、ユニオン宿営地からカノーハの上流に進み、続いて計画通りの集合地点に向かって川を下った。ルイス隊は10月6日に到着したが、ダンモア卿は既にそこに居なかったので、オハイオ川上流に伝令を送りカノーハ河口に到着したことを知らせた。10月9日、ダンモアからの伝令が到着し、計画通りカノーハ川河口に行く代わりに、その時はホッキング川河口に居り、そこから直接シオトのショーニー族集落に向かうことを伝えた。同時にダンモアはルイスにオハイオ川を渡ってショーニー族集落まで来るように命令を伝えた。
10月10日、ルイス隊がオハイオ川を渡り始める前に、コーンズトーク酋長らインディアン戦士団に急襲された。ポイント・プレザントの戦いはほぼ終日続き、白兵戦になった。ルイス隊は、ルイスの兄弟を含み200名の損失を受けたが、結果的にオハイオ同盟を打ち負かし、オハイオ川を渡って撤退させた。ダンモアとルイスはそれぞれの地点からオハイオに入り、シオトのショーニー族集落から13kmの地点まで進軍し、シッポ・クリークにシャーロット宿営地と呼ぶ一時的な宿営地を造った。
ここでダンモア達はコーンズトーク酋長に会って、停戦交渉を始めた。ローガン酋長は戦闘を止めると言っていたが、正式の停戦交渉の場には出席しなかった。ショーニー族は停戦条件を飲んだが、ミンゴ族は拒否した。このためにウィリアム・クロウフォード少佐がシークンクあるいはソルト・リック・タウンというミンゴ族の集落の一つに送られた。クロウフォード部隊は240名の戦力でミンゴ族を虐殺し、彼らの集落を破壊した。
これらの作戦行動と、シャーロット宿営地でのショーニー族およびミンゴ族の降伏で実際の戦争は終わった。ダンモア総督は直ぐに帰途に就き、レッドストーンとユーギオゲニー川のグレート・クロッシングを経てカンバーランド砦に着き、そこからバージニアの首都に帰った。